# Panduro Hobby
Panduro Hobby AB er et svensk, Malmø-baseret selskab, der sælger forskellige materialer til hobby-relaterede aktiviteter. Virksomheden blev grundlagt i 1955 i Danmark og udvidede sine aktiviteter til Sverige i 1962 (det svenske selskab dog registreret i 1960).
Centrallager og hovedkontor ligger i Malmø. Virksomheden har 114 butikker fordelt i Sverige, Danmark, Norge, Tyskland, Holland og Belgien, og mange forhandlere i Norden. Der er også detailhandlere i Frankrig, Tyskland, Storbritannien, Finland og Island.
Panduro Hobby købte 100 procent af den hollandske Pipoos, som havde 33 butikker fordelt i Holland og Belgien. Sammen blev Panduro Hobby og Pipoos markedsleder i Europa med 114 butikker. Produktudvikling, indkøb og logistik er certificeret til ISO 14001.
Panduro Hobby driver også mærket Kreatima.com - alt for kunstneren og har i øjeblikket to butikker i Sverige. I oktober 2022 åbner den første Kreatima-butik i Norge. For Danmark er Kreatima tilgængelig online.
I sommeren 2022 købte virksomheden Lekolar hele Panduro.

## Historie
Kæden blev grundlagt af Carlo Panduro, der i 1955 åbnede en hobbyforretning på Nørre Voldgade i København. Sønnen Jørgen Panduro flyttede til Sverige i 1962 og åbnede samme år den første butik i Södra Förstadsgatan i Malmö. I mange år skete virksomhedens salg hovedsageligt via postodre, men i løbet af 1980'erne satsede man på butikkerne. I 1986 købte Panduro Hobby kæden Fredensborg Indkøbscentral, der var markedsledende i Danmark. Butikkerne blev i første omgang videreført under det velkendte navn, men i 1999 ændredes navnet til Panduro Hobby. I 2010 åbnedes den første butik i Tyskland – i Hamburg.

## Produkter og Sortiment
Panduro Hobby har omkring 10.000 produkter i serien, hvor ca. 25% udskiftes årligt. Panduro Hobby har egen produktudvikling på hovedkontoret i Järnyxegatan i Malmø. Panduro Hobby producerer en række instruktionsvideoer til en del af sit sortiment 